# Zaki Ibrahim
Zaki Ibrahim dél-afrikai-kanadai R&B-, soul-, jazzénekesnő.

## Pályakép
Brit Kolumbiában, Kanadában született dél-afrikai apa és brit anya gyermekeként. Világpolgárnak tartja magát, Kanadában, Dél-Afrikában, az Egyesült Királyságban, Franciaországban és Libanonban is élt. A 2000-es évek közepén Torontóba költözött, és hamarosan népszerű lett a város élő zenei világában.
Manapság (2018) többnyire Fokvárosban él.

## Lemezek
- Shö (Iqra in Orange) (2006)
- Eclectica (Episodes in Purple) (2008)
- Every Opposite (2012)
- The Secret Life of Planets (2018)